# Вілла Скуад
Вілла Скуад (англ. Villa Squad) — професіональний танзанійський футбольний клуб з міста Дар-ес-Салам, виступає в Другому дивізіоні чемпіонату Танзанії. Домашні матчі проводить на стадіоні «Чамазі».

## Відомі гравці
- Аруна Моши
- Годфрей Таїта